# Miravalle, Michoacán de Ocampo
Miravalle är en ort i Mexiko.   Den ligger i kommunen Angamacutiro och delstaten Michoacán de Ocampo, i den centrala delen av landet, 280 km väster om huvudstaden Mexico City. Miravalle ligger 1 709 meter över havet och antalet invånare är 884.
Terrängen runt Miravalle är varierad. Runt Miravalle är det ganska tätbefolkat, med 100 invånare per kvadratkilometer. Närmaste större samhälle är Puruándiro, 19,8 km öster om Miravalle. I omgivningarna runt Miravalle växer huvudsakligen savannskog.